# Хожозеро
Хожозеро — озеро на территории Паданского сельского поселения Медвежьегорского района Республики Карелии.

## Общие сведения
Площадь озера — 1,5 км². Располагается на высоте 149,0 метров над уровнем моря.
Форма озера лопастная, продолговатая: вытянуто с северо-запада на юго-восток. Берега изрезанные, каменисто-песчаные, преимущественно возвышенные, местами скалистые.
Из озера вытекает безымянный водоток, втекающий с левого берега в реку Волому, впадающую в Сегозеро.
Код объекта в государственном водном реестре — 02020001111102000007710.